# Peter Ashdown
Peter Ashdown, britanski dirkač Formule 1, * 16. oktober 1934, Danbury, Essex, Anglija, Združeno kraljestvo.

## Življenjepis
V svoji karieri je nastopil le na domači dirki za Veliko nagrado Velike Britanije v sezoni 1959, kjer je z dirkalnikom Formule 2 Cooper T45 privatnega moštva dosegel dvanajsto mesto z več kot šestimi krogi zaostanka za zmagovalcem.

## Popolni rezultati Formule 1
(legenda) (odebeljene dirke pomenijo najboljši štartni položaj, poševne pa najhitrejši krog, †-uvrščen kljub odstopu)
| Leto | Moštvo            | Šasija          | Motor             | 1   | 2   | 3   | 4   | 5     | 6   | 7   | 8   | 9   | Prv | Toč |
| ---- | ----------------- | --------------- | ----------------- | --- | --- | --- | --- | ----- | --- | --- | --- | --- | --- | --- |
| 1959 | Equipe Alan Brown | Cooper T45 (F2) | Climax Straight-4 | MON | 500 | NIZ | FRA | VB 12 | NEM | POR | ITA | ZDA | -   | 0   |